# 布尼奥拉
布尼奥拉（西班牙語：Buñola）是西班牙巴利阿里群岛的一个市镇。总面积85平方公里，总人口5029人（2001年），人口密度59人/平方公里。